# Rita Cucchiara
Rita Cucchiara, née le 13 mars 1965 à Modène, est une ingénieure en électrotechnique et informatique italienne. Elle reçoit le prix Cigliegia d'Oro en 2020 pour ses travaux sur l'intelligence artificielle. 

## Biographie
Rita Cucchiara nait le 13 mars 1965 à Modène. Elle fréquente le lycée classique de Modène avant d'obtenir un doctorat en électrotechnique et informatique en 1992 à l'Université de Bologne.    
En 2018, elle est sélectionnée par RoboHub, centre de recherche, d’innovation et de développement spécialisé dans les domaine de l’intelligence artificielle et de la robotique, dans la catégorie des 25 femmes les plus influentes dans le domaine de la robotique, pour ses recherches faites sur l’intelligence artificielle appliquées à la robotique. Elle s'intéresse particulièrement à la vision par ordinateur de la compréhension du comportement humain. Elle travaille en tant que directrice du Almage lab à l'UNIMORE à Modène. De 2018 à 2021, elle est également directrice du Laboratoire national italien d'intelligence artificielle et de système d'intelligence du CINI qu'elle a fondé.   
En 2020, elle reçoit le prix Cigliegia d'Oro, qui rend hommage aux personnes qui se sont particulièrement distinguées dans le champ culturel, social, sportif ou humaniste pour leur implication dans le domaine académique, scientifique et culturel pour ses travaux sur l'intelligence artificielle.  

## Recherche
Rita Cucchiara s’intéresse aux intelligences artificielles et à la robotique, avec une attention particulière pour la reconnaissance de motif, la vision artificielle, l’apprentissage automatique et l’apprentissage profond et la génération de langage visuel. De plus, ces recherches les plus récentes se basent sur l’intelligence artificielle générative multimodale, l’apprentissage profond de l’image et du texte et la récupération d’information.
Elle a également mené diverses recherches dans l’analyse vidéo pour une meilleure compréhension du comportement humain, mais également sur la surveillance et la biométrie, en étant à la tête de plusieurs projets scientifiques, tels que le projet BESAFE en 2007, le projet européen THIS en 2009 et le projet PRIN PREVUE en 2019.
En 2020, durant la crise du Covid-19,  à l’aide de ses recherches sur l’intelligence artificielle, elle crée un nouveau système de surveillance en temps réel pour calculer et vérifier les potentielles situation à risque dans les espaces publics, grâce à des vérifications géographiques de l’espace interpersonnel entre les individus.

## Publications
- (it) Rita Cucchiara, Calcolatori elettronici, Pitagora, 2000 (ISBN 8837111444).
- (it) Rita Cucchiara, L'intelligenza non è artificiale, Arnoldo Mondadori Editore, 2021 (ISBN 9788835707646).
- (it) Rita Cucchiara, Alberto Brugnoli, Pietro Ichino, Mauro Magatti, Michel Martine, Carlo Palanda et Patrizia Tiraboschi, Quale transizione dopo la crisi Ucraina, Edizioni lavoro, 2022 (ISBN 9788873135364).

## Vidéographie
- 2020, Maestri con Rita Cucchiara e Stefano Massimo [RaiPlay][9]
- 2021, L'intelligenza non è artificiale [Youtube][10].
- 2022, L'intelligenza ci salverà ? [Youtube][11].
- 2023, Ritratti di donne - Scienza [Youtube][12].

## Prix
- Maria Petrou Prize[13], 2018.
- Ragno d’Oro[14], 2019.
- Premio Ciliegia d'Oro[6] , 2022.